# Modulazione di ampiezza in quadratura
La modulazione numerica di ampiezza in quadratura o, in inglese, quadrature amplitude modulation, sigla QAM, è un sistema di modulazione sia analogica che digitale. Le portanti sono usualmente delle sinusoidi. Il termine quadratura indica che differiscono in fase di 90°.  Sia nel caso analogico o in quello digitale, il segnale in ingresso viene suddiviso e cambia (modula) l'ampiezza delle portanti. Tale operazione si chiama modulazione di ampiezza (chiamata AM nel caso analogico, ASK nel caso digitale). Nel caso di segnali digitali, si sommano i segnali modulati e si ottiene una forma d'onda che risulta una combinazione della modulazione di fase (PSK Phase Shift Keying) e della modulazione d'ampiezza (ASK  Amplitude Shift Keying). Questo sistema è utilizzato in molti sistemi di telecomunicazioni.

## Descrizione

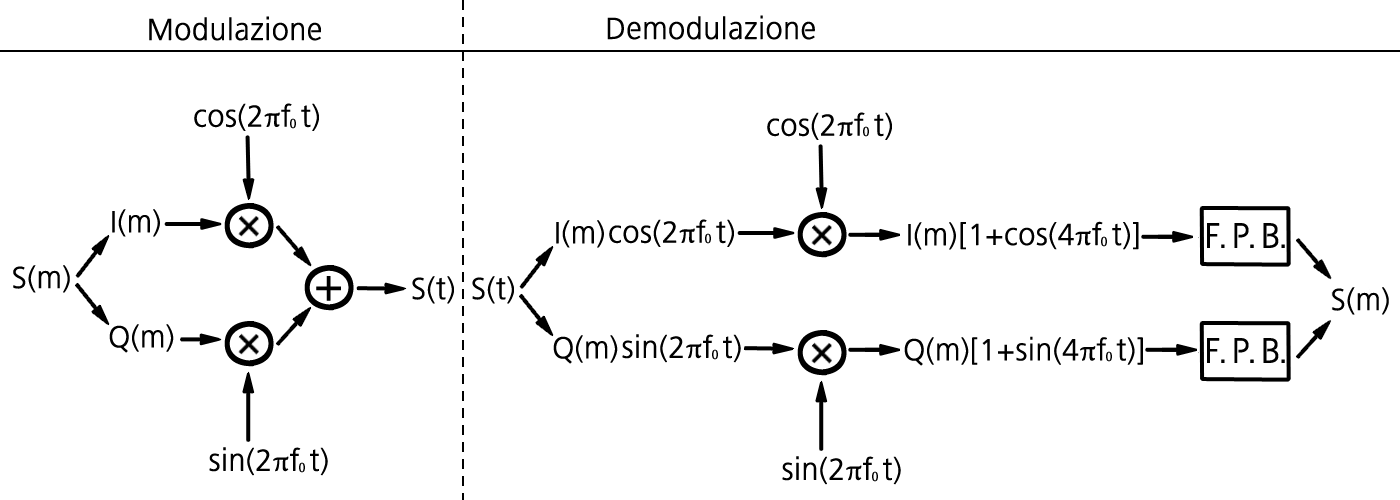
Processo di modulazione e demodulazione

La QAM è così denominata in quanto il segnale può essere visto come la somma di due segnali modulati in fase e in quadratura. Ciascun tipo di modulazione QAM è caratterizzato da un diagramma sul piano complesso (costellazione), su cui sono rappresentati tutti i possibili stati della portante (le legittime posizioni del vettore).
La QAM introduce dei miglioramenti nella modulazione in banda fonica, rispetto alla PSK, con una maggiore immunità al rumore, questo a parità di punti nella costellazione e di potenza di picco. In particolare, occorre prendere nota delle raccomandazioni presenti sulle ITU-T V.29, V.32, V.34 (standard di comunicazione per modem sancite dall'Unione internazionale delle telecomunicazioni), nelle quali si enunciano le linee guida della modulazione QAM, usata anche per la modulazione dei canali ADSL.

### Segnale modulato QAM
Se la sorgente emette simboli appartenenti a 
un alfabeto ad {\displaystyle L} determinazioni (con l'ipotesi che {\displaystyle L=2^{m},m\in \mathbb {N} }), ogni elemento di tale alfabeto può essere associato ad un punto del piano complesso avente le coordinate {\displaystyle I(m)} e {\displaystyle Q(m)}, con
{\displaystyle m=1,2,\dots ,{\frac {M}{2}}}.
La sequenza emessa dalla sorgente viene allora mappata nella sequenza complessa {\displaystyle I(m)+jQ(m)} che viene trasmessa alla destinazione attraverso il segnale in banda traslata
{\displaystyle \ s(t)=I(m)\cos(2\pi f_{0}t)h_{t}(t)+Q(m)\sin(2\pi f_{0}t)h_{t}(t)}

## Dimensionamento
Questo tipo di modulazione considera segnali con diverse energie; mentre per altre modulazioni è utile considerare segnali equienergetici, nella M-QAM avendo modulazione d’ampiezza, oltre che di fase, necessariamente le energie saranno differenti. Importante è lo scattering della costellazione considerata, poiché i segnali si possono distribuire in diverse maniere in dipendenza dall'energia posseduta, ogni costellazione avrà una energia media differente; in pratica, a parità di probabilità di errore, una certa costellazione sarà preferibile ad un'altra in base all'energia impiegata. Lo spazio dei segnali di questa modulazione è N=2, ci sono quindi due portanti in quadratura di fase, sulle quali è stato impresso un segnale PAM (pulse-amplitude modulation). Se in ingresso si hanno k bits, questi verranno mappati in due ampiezze, o meglio, in due segnali PAM (quindi oltre ad una certa ampiezza c'è anche un impulso moltiplicato ad essa), i quali segnali verranno impressi uno sulla portante {\displaystyle +cos(2f_{c}t)} e l'altro sulla portante {\displaystyle +sin(2f_{c}t)} a conferma della bidimensionalità dello spazio dei segnali. Se si considera un numero k pari di bit utilizzati per la modulazione, è opportuno considerare una disposizione rettangolare della costellazione di scattering della M-QAM, questo perché ci permette di considerare la modulazione come una PAM impressa su portanti in quadratura, e di conseguenza calcolare la probabilità d'errore di una modulazione PAM. Ciò che diversifica il calcolo delle due probabilità è che per la QAM si considerano M= 2^k/2 forme d'onda quando si calcola la probabilità d'errore sfruttando la formula della PAM.